# Raffaella Petrini
Raffaella Petrini   (Roma, 15 de gener de 1969) és una religiosa italiana de la congregació de les Germanes Franciscanes de l'Eucaristia i des del juliol del 2022 una de les dones amb més responsabilitats polítiques de la Cúria Romana.

## Biografia
Va néixer a Roma el 15 de gener de 1969 i es va llicenciar en Ciències Polítiques per la Libera Università Internazionale degli Studi Sociali Guido Carli de Roma. Es va doctorar a la Universitat Pontifícia de Sant Tomàs d'Aquino (Angelicum), on més tard va ser nomenada professora d'Economia del Benestar i Sociologia dels Processos Econòmics. També va estudiar comportament organitzatiu a la Universitat de Hartford (Connecticut), amb un màster el 2001.
Del 2005 al 2021 va treballar a la plantilla de la Congregació per a l'Evangelització dels Pobles
El 4 de novembre de 2021, el papa Francesc la va designar com a primera dona a ocupar el càrrec de secretària general de la Comissió Pontifícia per l'Estat de la Ciutat del Vaticà. El papa Francesc va assenyalar que des que va passar a ocupar el segon lloc a la governació de la Ciutat del Vaticà, Petrini s'havia convertit en la dona de més alt rang de l'estat més petit del món.
El 13 de juliol de 2022, el Papa Francesc va nomenar dones com a membres del Dicasteri dels Bisbes per primera vegada, dues religioses i una verge consagrada: Raffaella Petrini, Yvonne Reungoat i María Lía Zervino.